# Kromatisk skala
Kromatisk skala är en skala bestående av 12 toner som alla ligger ett halvt tonsteg från varandra. Om man spelar alla tangenter på ett piano - både vita och svarta - så blir det en kromatisk skala. På gitarr uppstår den kromatiska skalan om man spelar varje band.